# Distretto di Beni Ourtilane
Il distretto di Beni Ourtilane è un distretto della provincia di Sétif, in Algeria.

## Comuni
Il distretto di Béni Ourtilane comprende 4 comuni:
- Beni Ourtilane
- Aïn Legraj
- Beni Chebana
- Beni Mouhli